# 曾家镇 (广元市)
曾家镇，是中华人民共和国四川省广元市朝天区下辖的一个乡镇级行政单位。2019年12月，撤销平溪乡，将原平溪乡和中子镇尧坪村所属行政区域划归曾家镇管辖，曾家镇人民政府驻政府路1号。

## 行政区划
曾家镇下辖以下地区：
曾家镇社区、太平村、山峰村、石烛村、张家村、石英村、前卫村、中柏村、荣乐村、明阳村、白英村和响水村。

## 特产
曾家山甘蓝：中国地理标志产品。